# Palpibracus vittatus
Palpibracus vittatus är en tvåvingeart som beskrevs av Márcia Souto Couri 2006. Palpibracus vittatus ingår i släktet Palpibracus och familjen husflugor. Inga underarter finns listade i Catalogue of Life.